# 邓润甫
邓润甫（1027年—1094年7月10日），字温伯，避讳高鲁王（宣仁皇后之父高遵甫），以字行，别字圣求。北宋建昌军（今江西省黎川县）。宋哲宗时尚书左丞。
宋仁宗皇祐元年（1049年）中进士，担任上饶尉、武昌令。举贤良方正，召试不应。熙宁年间，为编修中书条例，检正中书户房事，担任集贤校理、直舍人院。改任知谏院、知制诰。邓润甫与邓绾、张琥主审郑侠之狱，深致其文，入罪冯京、王安国、丁讽、王尧臣。后来邓润甫被擢升为御史中丞。转任翰林学士，因有文名，当时的制书，很多靠他的力量。历任知抚州、杭州、成都府。宋哲宗即位，擢进翰林学士承旨，修撰《神宗实录》。为母亲守制，回任吏部尚书。被梁焘所弹劾，出知亳州。后来又以翰林学士承旨召回京城，为礼部尚书。请补外官，知永兴军（今陕西省西安市）。元祐八年（1093年），召为兵部尚书。宋哲宗亲政，邓润甫首陈绍述之说，请求宋哲宗效仿父亲宋神宗推行新法。绍圣元年（1094年）拜为尚书左丞。不同意章惇贬谪吕大防、刘挚的建议。不久病亡，赠开府仪同三司，谥安惠。

## 延伸阅读
[在维基数据编辑]
 《宋史·卷343》，出自脱脱《宋史》